# Salix geyeriana
Salix geyeriana es una especie de sauce perteneciente a la familia de las salicáceas. Sus notables  flores amarillas comienzan a florecer a principios de marzo, hasta tan tarde como a finales de junio.

## Descripción
Salix geyeriana es un arbusto que alcanza un tamaño de hasta 5 metros de altura, a veces formando colonias de densos matorrales. Las hojas son estrechas en forma de lanza y pueden crecer hasta más de 7 centímetros de largo. Las hojas jóvenes están cubiertas de pelos sedosos de color blanco o pálido, y en algunos adultos las hojas conservan su textura peluda. Las hojas generalmente carecen de estípulas o sólo tienen vestigios de ellas. La inflorescencia es un amento esférico o ligeramente alargado por lo general no más de unos 2 centímetros de largo.
Esta especie se reproduce sexualmente por semilla, así como vegetativamente, porque brotan del tallo, o sus secciones, ya que contienen las estructuras fundamentales para brotar con facilidad cuando son enterrados en el sustrato húmedo.

## Hábitat
S. geyeriana crece en hábitats húmedos y muy húmedos, como orillas de los lagos, ríos y pantanos.

## Distribución
S. geyeriana es nativa de Norteamérica occidental. Se distribuye desde el oeste de Canadá en el sur de la Columbia Británica, a través de los estados de Washington, el centro de Idaho, el oeste de Montana y Wyoming, este de Oregón, Nevada, y el norte de Utah, al sur y el oeste de Colorado, por el centro de California, este y centro de Arizona, y oeste de Nuevo México. Se encuentra en la región de la Gran Cuenca, y en las montañas en la cordillera de las Cascadas, las Montañas Rocosas, en Sierra Nevada y la Sierra de San Bernardino.

## Ecología
G. geyeriana es buscada como alimento en la naturaleza por los alces (Alces alces) y (Cervus canadensis) en todas las estaciones, pero es esencial durante el invierno.
Urogallos (Phasianidae subf. Tetraoninae), patos (Anatidae), y otras pequeñas aves y pequeños mamíferos consumen regularmente las yemas, amentos, brotes y hojas de G. geyeriana , y es una de las muchas especies de Salix utilizadas en la construcción de las represas de castores (Castor canadensis ).

## Taxonomía
Salix geyeriana fue descrita por Nils Johan Andersson y publicado en Öfversigt af Förhandlingar: Kongl. Svenska Vetenskaps-Akademien 15(3): 122–123, en el año 1858.
Etimología
El epíteto geyeriana fue otorgado en honor del botánico Carl Andreas Geyer que recogió la especie tipo
Sinonimia
- Salix geyeriana var. argentea (Bebb) C.K.Schneid.
- Salix geyeriana subsp. argentea (Bebb) A.E.Murray
- Salix geyeriana var. meleina J.K.Henry
- Salix macrocarpa Nutt.
- Salix macrocarpa var. argentea Bebb
- Salix meleina (J.K. Henry) G.N.Jones[9][2][6][3][10][11][12][13][14][15]